# Piotrowszczyzna (sielsowiet Komaje)
Piotrowszczyzna (biał. Пятроўшчына; ros. Петровщина) – wieś na Białorusi, w obwodzie witebskim, w rejonie postawskim, w sielsowiecie Komaje.

## Historia
W czasach zaborów ówczesny folwark w granicach Imperium Rosyjskie.
W dwudziestoleciu międzywojennym zaścianek leżał w Polsce, w województwie wileńskim, w powiecie duniłowickim (od 1926 postawskim), w gminie Mańkowicze (od 1927 gmina Hruzdowo).
Według Powszechnego Spisu Ludności z 1921 roku zamieszkiwało tu 15 osób, 8 było wyznania rzymskokatolickiego, a 7 prawosławnego. Jednocześnie wszyscy mieszkańców zadeklarowało polską, a 31 białoruską przynależność narodową. Były tu 2 budynki mieszkalne. W 1931 w 5 domach zamieszkiwały 24 osoby.
Miejscowość należała do parafii rzymskokatolickiej w Miadziole i prawosławnej w Mańkowiczach. Podlegała pod Sąd Grodzki w Postawach i Okręgowy w Wilnie; właściwy urząd pocztowy mieścił się w Hruzdowie.
W 1938 roku zaścianek należał do gromady Idalino gminy Hruzdowo.
Po agresji ZSRR na Polskę w 1939 roku wieś znalazła się w granicach BSRR. W latach 1941–1944 była pod okupacją niemiecką. Następnie leżała w BSRR. Od 1991 roku w Republice Białorusi.